# Afghanite
L'afghanite (simbolo IMA: Afg) è un minerale raro della classe dei minerali "silicati e germanati" con la composizione chimica (Na,K)22Ca10(Si24Al24)O96(SO4)6Cl6. Gli elementi sodio e potassio indicati tra parentesi tonde possono rappresentarsi a vicenda nella formula (sostituzione), ma sono sempre nello stesso rapporto con gli altri componenti del minerale. Da un punto di vista chimico, l'afghanite è quindi un alluminosilicato di sodio-potassio-calcio con anioni cloro e solfato ([SO4]2−) addizionati. Strutturalmente, appartiene alla struttura dei tectosilicati.

## Etimologia e storia
L'afghanite è stata scoperta per la prima volta nel deposito di lapislazzuli Ladjuar Medam vicino a Sar-e-Sang in Afghanistan, che è noto fin dall'antichità, ed è stato descritto nel 1968 da Pierre Bariand, Fabien Cesbron e Roger Giraud, che hanno chiamato il minerale come il paese in cui è stato trovato, Afghanistan.

## Classificazione
Nella Sistematica dei lapis (Lapis-Systematik) di Stefan Weiß, il minerale è elencato nella classe dei "tectosilicati", dove l'afghanite insieme ad alloriite, balliranoite, biachellaite, bystrite, cancrinite, cancrisilite, carbobystrite, davyna, depmeierite, fantappièite, farneseite, franzinite, giuseppettite, idrossicancrinite, kircherite, kyanoxalite, liottite, marinellite, microsommite, pitiglianoite, quadridavyna, sacrofanite, tounkite, vishnevite e wenkite forma un gruppo distinto ma senza nome.
La 9ª edizione della sistematica minerale di Strunz, valida dal 2001 e aggiornata l'ultima volta dall'Associazione Mineralogica Internazionale (IMA) nel 2024, classifica l'afghanite nella già più finemente suddivisa divisione dei "Tettosilicati senza H2O zeolitica". Anche questa viene ulteriormente suddivisa in base all'eventuale presenza di anioni aggiuntivi, in modo che il minerale possa essere trovato nella suddivisione "Tettosilicati con anioni aggiuntivi" in base alla sua composizione, dove si può trovare insieme ad alloriite, balliranoite, biachellaite, bystrite, cancrinite, cancrisilite, davyna, fantappièite, farneseite, franzinite, giuseppettite, idrossicancrinite, kyanoxalite, liottite, marinellite, microsommite, pitiglianoite, quadridavyna, sacrofanite, tounkite e vishnevite e con le quali forma il "Gruppo della cancrinite" con il sistema nº 9.FB.05.
Anche la sistematica dei minerali Dana, che viene utilizzata principalmente nel mondo anglosassone, classifica l'afghanite nella classe dei "silicati e germanati" e lì nella sottoclasse dei "tectosilicati: reticoli Al-Si". Lo si trova nel "gruppo della cancrinite" con il sistema nº 76.02.05 all'interno della sottodivisione dei "tectosilicati: griglie Al-Si, rappresentanti feldspati e specie affini".

## Abito cristallino
L'afghanite è un tettosilicato a elevato contenuto di alluminio, senza H2O zeolitica e con anioni addizionali, che cristallizza nel sistema esagonale.
Per una diversa composizione dell'afghanite con la formula (Na,K,Ca)6Ca2[(SO4,CO3)2|(Cl,OH)2|(Al,SiO4)6] • nH2O si ha invece una struttura trigonale nel gruppo spaziale P31c (gruppo nº 163) con i parametri di reticolo a = 12,77 Å e c = 21,35 Å così come quattro unità di formula per cella elementare.

## Origine e giacitura
Nella sua località tipo Sar-e-Sang, l'afghanite è stata trovata sotto forma di sottili vene all'interno dei cristalli di lazurite scoperti anche lì. Oltre alla lazurite, sono presenti anche calcite, diopside, nefelina, olivina, flogopite, pirite, sodalite e vesuvianite.
Essendo una formazione minerale rara, l'afghanite ha potuto essere rilevata solo in pochi siti, con circa 20 siti considerati noti.
L'unica località conosciuta in Germania finora è l'Ettringer Bellerberg vicino a Ettringen nell'Eifel in Renania-Palatinato.
Altri siti includono Monte Somma, Pitigliano e diversi siti nelle province di Roma e Viterbo in Italia; Kimmirut in Canada; la valle del fiume Malaya-Bystraya nel Raion di Slyudyanka vicino al lago Bajkal in Russia; il giacimento di lazurite sul fiume Lyadzhvardara nelle montagne del Pamir in Tagikistan e la miniera di Edwards vicino a Edwards nella Contea di St. Lawrence, New York (Stati Uniti).

## Forma in cui si presenta in natura
L'afghanite di solito sviluppa cristalli tabulari o a forma di cresta trasparenti, spessi o sottili con una brillantezza simile al vetro. Tuttavia, si trova anche sotto forma di grani arrotondati. Il suo colore varia tra il blu chiaro e il blu scuro, ma in strati sottili è incolore.
Il minerale è un feldspatoide del gruppo della cancrinite e si presenta, in natura, sotto forma di masse lamellari, granuli arrotondati o venule sottili in cristalli di lazurite o all'interno di xenoliti di calcare selcifero in pomice (come nelle cave di Pitigliano, in Italia).